# Ернст Маттерн
Ернст Маттерн (нім. Ernst Mattern; 1 травня 1890, Кенігсберг — 16 вересня 1962) — німецький офіцер, генерал-майор вермахту. Кавалер Німецького хреста в золоті.

## Біографія
Син залізничника Карла Маттерна і його дружини Луїзи, уродженої Шлензат. 1 жовтня 1905 року вступив добровольцем в унтерофіцерське училище Бартенштайна. 15 жовтня 1907 року перейшов у унтерофіцерське училище Потсдама. З 1 жовтня 1909 року служив в 4-й роті 5-го гвардійського гренадерського полку (Шпандау), з лютого 1911 року — в полковому бюро свого полку, з жовтня 1911 року — в Генштабі гвардійського корпусу. В лютому 1913 року відряджений у військове училище Потсдама. З 1 лютого 1914 року служив у 4-й роті гвардійського єгерського батальйону (Потсдам).
Учасник Першої світової війни. З 8 серпня 1914 року служив в 1-й роті гвардійського резервного єгерського польового батальйону. В липні 1915 року відряджений в головнокомандування гвардійського резервного корпусу, з вересня 1915 року — польовий регістратор корпусу, з вересня 1915 року — армійської групи «Галльвіц», з жовтня 1915 року — 11-ї, з липня 1916 року — 1-ї, з січня 1917 року — 17-ї армії, з квітня 1917 року — знову 1-ї армії. В березні 1919 року відряджений у Військове міністерство. 10 грудня 1919 року звільнений у відставку.
15 грудня 1919 року вступив у прусську поліцію безпеки рейнсько-вестфальського промислового району. З вересня 1920 року — ад'ютант охоронної поліції Ессена, з лютого 1921 року — державного поліцейського училища Мюнстера, з вересня 1923 року — управління Дюссельдорфа. З листопада 1923 року — командир 4-ї сотні охоронної поліції Дюссельдорфа. З жовтня 1924 року служив у поліцейському управлінні Ганновера, з 1 травня 1924 року — Берліна. З квітня 1926 року — ад'ютант поліцейської інспекції Берліна-Ліхтенберга. У квітні 1928 року відряджений у президіум поліції Берліна. Влітку 1933 року перейшов у земельну поліцію. З серпня 1933 року — ад'ютант, з квітня 1934 року — командир 1-ї роти групи земельної поліції «Курмарк». 1 липня 1935 року відряджений у піхотний полк «Швайдніц». 1 жовтня 1935 року перейшов у вермахт і призначений до штабу піхотного полку «Глогау» (з 19 жовтня 1935 року — 54-й піхотний полк). З 1 жовтня 1936 року служив у 4-му службовому управлінні сухопутних військ (Швайдніц).
З 1 травня 1937 року — командир 2-го батальйону 28-го піхотного полку (Штернберг), з 19 жовтня 1939 року — 221-го запасного піхотного полку (Бреслау), з 27 червня 1941 року — 183-го піхотного полку. У вересні 1941 року захворів і був відправлений в командний резерв. З листопада 1941 року — командир 208-го піхотного полку. В березні 1942 року знову відправлений в командний резерв. З 5 липня 1942 року — командир 112-го запасного піхотного (з 1 жовтня 1942 року — резервного піхотного, з 7 листопада 1942 року — резервного гренадерського) полку. З квітня по 14 червня 1943 року — командир 368-го гренадерського полку 221-ї дивізії охорони. З 1 листопада 1943 року — комендант полігону Вартелагер. З 10 грудня 1944 по 17 лютого 1945 року — комендант Позена, одночасно з 10 грудня 1944 по 20 січня 1945 року — керівник будівельного штабу фортеці Позен, з 20 по 30 січня — комендант фортеці Позен. Після самогубства нового коменданта фортеці генерал-майора Ернста Гонелля 23 лютого 1945 року здав фортецю генерал-полковнику Василю Чуйкову. 26 травня 1946 року переданий польській владі. 12 березня 1949 року виправданий за всіма звинуваченнями. 2 листопада 1949 року звільнений.

## Звання
- Унтерофіцер (23 вересня 1909)
- Сержант (15 квітня 1913)
- Фельдфебель (серпень 1915)
- Польовий регістратор (вересень 1915)
- Чиновник в офіцерському званні (грудень 1915)
- Польовий інспектор (листопад 1919)
- Лейтенант запасу (10 грудня 1919)
- Лейтенант поліції (1 січня 1920)
- Оберлейтенант поліції (1 серпня 1921)
- Гауптман поліції (30 червня 1926)
- Майор поліції (20 квітня 1935)
- Майор (1 жовтня 1935; патент від 1 жовтня 1934)
- Оберстлейтенант (1 серпня 1937)
- Оберст (1 липня 1940)
- Генерал-майор (1 січня 1944)

## Нагороди
- Залізний хрест 2-го і 1-го класу
- Хрест «За військові заслуги» (Баварія) 2-го класу з короною і мечами
- Хрест «За заслуги» (Вюртемберг) з мечами
- Ганзейський хрест (Гамбург)
- Хрест «За заслуги у військовій допомозі»
- Нагрудний знак «За поранення» в чорному
- Срібний хрест «За цивільні заслуги» (Австро-Угорщина) з короною
- Галліполійська зірка (Османська імперія)
- Почесний хрест ветерана війни з мечами
- Медаль «За вислугу років у Вермахті» 4-го, 3-го, 2-го і 1-го класу (25 років; 2 жовтня 1936) — отримав 4 нагороди одночасно.
- Застібка до Залізного хреста
  - 2-го класу (2 жовтня 1939)
  - 1-го класу (6 серпня 1941)
- Медаль «За зимову кампанію на Сході 1941/42» (29 жовтня 1942)
- Хрест Воєнних заслуг 2-го класу з мечами (1 вересня 1943)
- Німецький хрест в золоті (26 лютого 1945)